# 科納科沃區

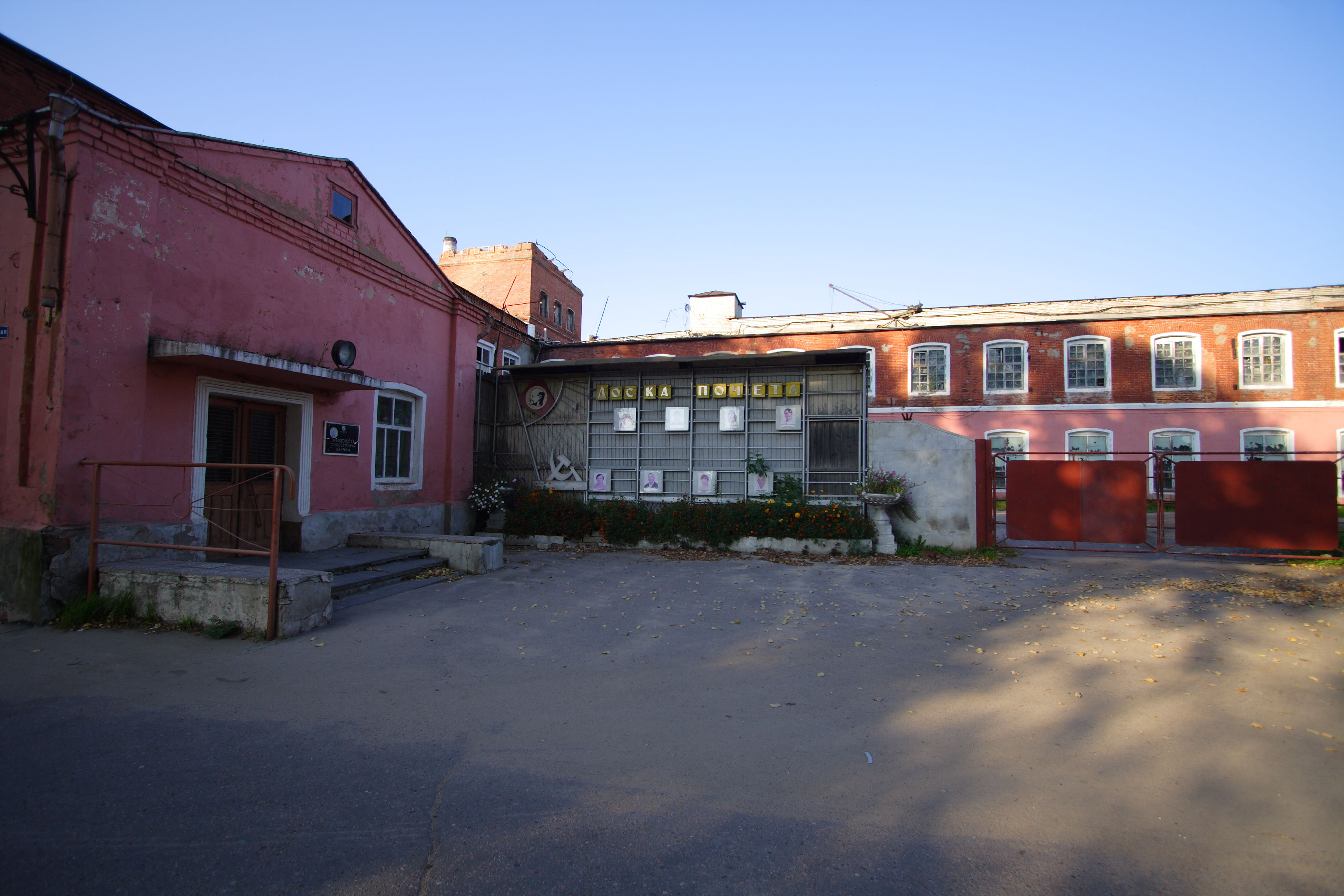

56°42′N 36°47′E / 56.700°N 36.783°E
科納科沃區（俄语：Конаковский район），是俄羅斯的一個區，位於該國西部，由特維爾州負責管轄，面積2,114平方公里，2010年該區人口87,125，人口密度每平方公里41.21人。行政中心科納科沃。